# Mikrokristalline Cellulose
Mikrokristalline Cellulose (MCC, MKZ, E 460 i) ist weiße, freifließende Cellulose in Pulverform, die in der Lebensmittel- und Pharmaindustrie verwendet wird.

## Beschreibung
Mikrokristalline Cellulose (MCC) dient u. a. als unverdaulicher Ballaststoff für kalorienreduzierte Lebensmittel (etwa Salatsoßen, Desserts und Eiscremes), als Trennmittel oder als Trägerstoff. In der Pharmazie kommt es als Bindemittel und Trägerstoff für die Tablettenherstellung zum Einsatz. Mikrokristalline Cellulose wird besonders bei der Direkttablettierung verwendet.
MCC ist als weißes, freifließendes Pulver mit unterschiedlicher Körnung erhältlich. Es wird aus verholzten Pflanzenteilen gewonnen. Hierbei wird die Pflanzen-Zellulose mit verdünnter Salzsäure bei Temperaturen über 100 °C von nichtkristallinen Zellulose-Anteilen befreit. Danach kann wahlweise eine Carboxylierung erfolgen, um die Hydrophilie zu erhöhen.
MCC ist in Wasser, Alkoholen und organischen Lösungsmitteln unlöslich. Es ist ein bei größeren Partikeln nicht resorbierbarer und unverdaulicher Ballaststoff. Bei kleinen Partikelgrößen besteht der Verdacht auf eine gewisse Resorbierbarkeit mit unklaren Folgen.

## Technische Verwendung in der Pharmaindustrie
MCC wird als Hilfsstoff in der Herstellung von oralen Darreichungsformen genutzt. In Pulverform wird es bevorzugt aufgrund seiner hohen Desintegration im Magen eingesetzt. Dadurch kann eine schnelle Freisetzung von Wirkstoffen erzielt werden.
Die Zellulose wird vom Körper nicht absorbiert oder abgebaut und ist seit 1973 von der FDA als Generally recognized as safe eingestuft. Auch für zuckerfreie Medikamente ersetzt MCC Zucker-basierte Hilfsstoffe. MCC kann ebenfalls prozesstechnisch in Pellets überführt werden. Diese zu 100 % aus MCC bestehenden Pellets in Größen von 100 µm bis 1400 µm zeigen eine hohe Sphärizität und enge Größenverteilung und eignen sich aufgrund der genannten Eigenschaften als Transportmedium für Wirkstoffe. Diese können funktional auf den Pellet aufgetragen werden (Pellet Technologies). Über eine geeignete Formulierung können gezielte Freisetzungsprofile erreicht werden.
In Kosmetikartikeln wird es in der Liste der Inhaltsstoffe als MICROCRYSTALLINE CELLULOSE (INCI) aufgeführt.